# Flora vaginal

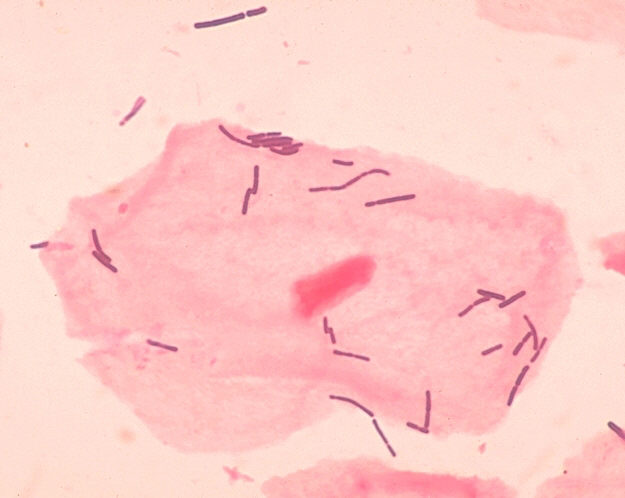
Lactobacilos e uma célula escamosa vaginal

O termo refere-se à microbiota da vagina humana, a qual possui uma concentração de bactérias maior do que qualquer parte do corpo com exceção do cólon. Estes microorganismos característicos da região, que foram descobertas pelo ginecologista alemão Albert Döderlein em 1892, consistem principalmente de lactobacilos e são coletivamente chamadas de microbiota vaginal. A quantidade e o tipo de bactérias presentes na vagina possuem importantes implicações para a saúde geral da mulher pois além de regular o pH da região, garantem que não haverá infecções por terceiros. Estes bacilos e o ácido lático que produzem, em combinação com os fluidos secretados durante a excitação sexual, possuem grande importância na origem do característico odor associado à área vaginal.

## Menstruação
Durante a menstruação, a concentração da microbiota vaginal é diminuída. O efeito do uso de absorventes internos na flora vaginal é debatido, mas a utilização de absorventes internos estéreis não aparentou modificar significantemente a presença bacteriana.

## Prevenção de doenças
Uma microbiota vaginal saudável ajuda na prevenção de candidíases e outros possíveis problemas.